# Cyrtandra garnotiana
Cyrtandra garnotiana är en tvåhjärtbladig växtart som beskrevs av Charles Gaudichaud-Beaupré. Cyrtandra garnotiana ingår i släktet Cyrtandra och familjen Gesneriaceae. Inga underarter finns listade i Catalogue of Life.